# Avenue Méridienne
Pour les articles homonymes, voir Méridienne (homonymie).
L’avenue Méridienne (nom officiel en catalan : avinguda Meridiana) est l'une des principales avenues de Barcelone. C'est également le principal axe de pénétration dans la ville depuis le nord. Le premier segment de cette avenue est aligné sur le méridien de Paris et a servi aux calculs de définition du mètre en 1791 en tant que dix-millième partie du quart du méridien terrestre par Pierre Méchain.

## Histoire
L'avenue Méridienne est l'un des multiples axes projetés par l'architecte Ildefons Cerdà et qui contribuèrent au renouveau urbanistique de Barcelone. L'avenue est conçue en 1859 pour être l'un des principaux axes permettant de traverser la ville. Bien qu'elle n'y arrive pas exactement, sa situation en continuité de l'autoroute fait de l'avenue l'une des plus fréquentées de la ville.
Les travaux de création de la ligne de chemin de fer nord commencent plus tard et profitent du tracé de l'avenue. Leur enfouissement dans des souterrains date des années 1960 ; il permet de fluidifier la circulation et d'éviter une séparation entre les quartiers de la ville. C'est de cette époque que datent les constructions des résidences méridiennes des architectes du groupe R de l'école barcelonaise d'architecture : Oriol Bohigas i Guardiola, Josep Maria Martorell et David Mackay.
En 1987, ont lieu sur l'avenue Méridienne l'attentat dit de l'Hipercor. Attribué à ETA il fait 21 morts dans un supermarché du quartier de Sant Andreu
À partir du milieu de 2006, commencent les travaux les plus importants de l'avenue depuis l'enfouissement des lignes de chemin de fer. Ces travaux permettent la création d'un échangeur pour absorber le trafic lié à la Gare de Barcelone-Sagrera, à la construction de la Ligne 9 du métro de Barcelone et au prolongement de la ligne 4

## Transports
Métro
- L1 (Glorias, Clot, Navas, Sagrera, Fabra i Puig, Sant Adreu, Torres i Bages)
- L5 (Sagrera)
- L2 (Clot)

Tramway
- T4 (Glorias)

Train
- Gare de Clot-Arago.
- Gare de la Sagrera Meridiana